# K-S 5 U potoka
K-S 5 "U potoka" je samostatný pěchotní srub postavený ve II. stupni odolnosti. Objekt spadal pod III. ŽSV Králíky do podúseku Červený Potok. Pevnost navazovala palebnou přehradou na sousední bunkry K-S 6 a K-S 4, jejím dalším úkolem bylo postřelovaní kulometem v kopuli důležité komunikace v Dolní Moravě.

## Výstavba
Betonáž srubu proběhla od 30. listopadu do 6. prosince 1936.

## Posádka
Plnou bojovou posádku tvořilo 37 mužů. Velitelem objektu byl jmenován poručík pěchoty František Čech. Jeho zástupcem byl určen četař Rudolf Halama (po jeho odchodu ho nahradil  desátník Pokorný) a desátník Josef Levínský.

## Výzbroj
Hlavní výzbroj objektu pod betonem sestávala ze dvou 4cm kanónů vz. 36 spřažených s těžkým kulometem a dvou dvojčat těžkých kulometů vz. 37. Další z hlavních zbraní byl těžký kulomet vz. 37 v prostřední kopuli. Pomocné zbraně tvořily čtyři lehké kulomety vz. 26 ve střílnách pod betonem a dva lehké kulomety vz. 26 v pancéřových zvonech.

## Historie bunkru
V období Mnichovské krize byl objekt plně připraven k boji. Mezilehlá a obvodová překážka byla plně dokončena. Srub byl vybaven zbraněmi. Použití kulometů ve zvonech a především v kopuli by bylo vzhledem k chybějícím lafetám obtížné. Chyběly také podlážky ve zvonech a zásoba munice v bunkru ještě nebyla kompletní. Byla zde instalována filtroventilace a diesel agregát. také telefonní spojení mezi objekty a pravděpodobně i spojení zemním telegrafem bylo dokončeno.
Ještě před obsazením pohraničí bylo veškeré vybavení a výzbroj z bunkru odvezeno. Válku přečkal objekt na rozdíl od jiných v úseku bez poškození. Svou roli v tom možná sehrálo že bunkr mohl být skladem pro německou armádu.
V roce 1953 vytrhal n.p. Kovošrot pancéřové zvony, které byly jen slabě poškozené. Při trhání Kovošrot poškodil stropní desku, kudy začalo do objektu zatékat. Poškozeny byly rovněž i příčky v horním patře.
Od roku 1994 objekt spravuje KVH Kralka, který zde zřídil muzeum a rekonstruuje bunkr do podoby z roku 1938.